# Operation Oboe
1. Borneo – Tarakan – Celebes – Balikpapan (See) – Balikpapan (Land) – West-Borneo – Samarinda (Ost-Borneo) – Banjarmasin (Süd-Borneo) – Ambon – Straße von Makassar – Sumatra – Palembang – Badung – Timor – Bali – Riau-Inseln – 1. Javasee – Sundastraße – Java – 2. Javasee – Niederländisch-Neuguinea – Kleine Sundainseln – Molukken – 2. Borneo
Die Operation Oboe war ein komplexes Unternehmen der Alliierten der Vereinigten Staaten, Australien und dem Vereinigten Königreich während des Pazifikkrieges im Zweiten Weltkrieg. Ziel war die Rückeroberung des japanisch besetzten Borneo. Sie umfasste den Einsatz von luft-, land- und seegestützten Verbänden und begann mit der Landung auf Tarakan am 1. Mai 1945.

## Vorgeschichte
Japanische Truppen landeten ab dem 16. Dezember 1941 auf Borneo (→ Japanische Invasion Borneos) und besetzten im darauf folgenden Jahr große Teile der Insel. Borneo war zu dieser Zeit Teil Niederländisch-Ostindiens und der Nordteil war britisches Territorium. Viele der damals dort stationierten Soldaten gerieten in japanische Gefangenschaft und wurden in Lagern auf der Insel verbracht. Australische Spezialeinheiten des Services Reconnaissance Department, bekannt als Z-Force, wurden nach Borneo entsandt, um Einheimische zu Guerillakämpfern gegen die japanischen Besatzer auszubilden. Diese Kämpfe kosteten rund 2.000 Japanern das Leben.

### Alliierte Planung
Der Plan zur Rückeroberung Borneos war in erster Linie eine politische Entscheidung. 1945 spielten Überlegungen zum Eingreifen in die von Japan besetzten Gebiete Niederländisch-Ostindiens eine untergeordnete Rolle. Vorrangig war die Taktik des Island Hopping, um Rabaul zu umgehen und möglichst nah an die japanischen Hauptinseln heranzukommen. Australische Truppen waren an den Einsätzen auf den Philippinen nicht beteiligt und es machte sich eine unbefriedigte Stimmung breit, die vor allem die Inaktivität der erfahrenen australischen Soldaten der Australian Imperial Force (AIF) betraf. Die Niederländer waren besonders verstimmt, da ihre betroffenen Gebiete keine Berücksichtigung in den vorhandenen Plänen fanden.
General Douglas MacArthur, seinerzeit Oberkommandierender (Supreme Allied Commander) des South-West Pacific Area, plante gegen Ende 1944 eine Operationsserie unter dem Decknamen Montclair. Dazu gehörten die OBOE-Operationen. Im Einzelnen waren dies Operationen auf Tarakan (OBOE 1), Balikpapan (OBOE 2), Banjarmasin (OBOE 3), Surabaya (OBOE 4), Ost-NEI (OBOE 5) und Nord-Borneo (OBOE 6). Dazu waren die 7. und 9. Division der AIF vorgesehen. Ausgeführt wurden letztlich nur die OBOE-Operationen 1, 2 und 6.

### Japanische Besatzer
Im Nordwesten Borneos stand die 37. Armee unter dem Befehl von Generalleutnant Baba Masao. Der südliche und östliche Teil der Insel unterstand Vizeadmiral Michiaki Kamada, der sowohl die maritimen als auch die Heereseinheiten an Land befehligte.
Die Besatzer standen von Beginn an im Kampf gegen einheimische Guerillagruppen, darunter die sogenannten Kinabalu Guerillas, die im Norden von Tun Mustapha und im Westen von Albert Kwok geführt wurden. Ihr Widerstand wurde erst mit einem von den Japanern an den Guerillas verübten Blutbad in Petagas am 21. Januar 1944 beendet.
Die Bedeutung Borneos, insbesondere Tarakans, als Rohöllieferant für die Japaner nahm im Verlauf des Jahres 1944 deutlich ab, da die Alliierten in ihrem weiteren Vordringen die Zufuhrlinien zu den japanischen Hauptinseln immer weiter blockierten. So verließ der letzte Öltanker Tarakan im Juli 1944. Danach legten heftige Bombardierungen die Ölförderung lahm und die Seewege nach Tarakan wurden mit Seeminen abgeriegelt.
Im Zuge der Bedeutungslosigkeit wurden die japanischen Einheiten im Frühjahr 1945 dort deutlich reduziert. So wurde eines der beiden dort stationierten Bataillone nach Balikpapan abbeordert.

## Die Schlachten
Die Insel Morotai diente den Alliierten als Stützpunkt zur Sammlung ihrer Einheiten, die auch dort auf die bevorstehenden Landungen vorbereitet wurden.

### Tarakan

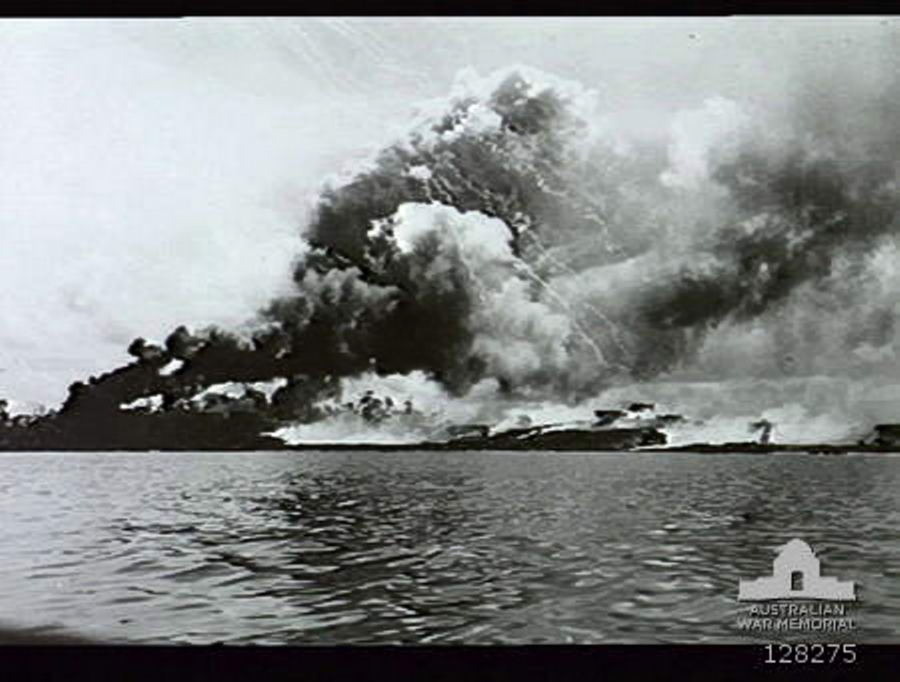
Bombardierung von Tarakan

Drei alliierte Kreuzer und sechs Zerstörer unter dem Befehl von Konteradmiral Berkey begannen am 27. April 1945 mit ihrer Schiffsartillerie den südlichen Inselteil von Tarakan, der als Landungsbereich vorgesehen war, zu beschießen. Der Beschuss wurde drei Tage lang fortgesetzt. Nachdem am 30. April die Insel Sadan von einem Bataillon eingenommen wurde, begannen am 1. Mai die Landungen der Haupteinheiten mit 18.000 Soldaten unter Brigadekommandant Whitehead auf Tarakan.
Zwar hatte der Küstenbeschuss viele japanische Stellungen zerstört oder erheblich beschädigt, doch wurden zur Sicherung der Hauptlandungseinheiten Pioniere vorgeschickt, um Schneisen durch die Küstenbefestigungen zu schneiden. Die Landungseinheiten bestanden aus der 26. Infanteriebrigade der 9. Division, die von etwa 140 KNIL-Soldaten begleitet wurde, die als Scouts und Übersetzer dienten. Des Weiteren gingen auch einige NEFIS-Mitarbeiter an Land. Die folgenden Kämpfe zur Eroberung von Tarakan dauerten weitere sechs Wochen. Mehr als 200 australische Soldaten fielen, bis am 20. Juni die Insel eingenommen war.
Eines der wichtigsten Ziele bei der Einnahme der Insel war der Bau von Flugfeldern, um weitergehende Operationen zu unterstützen. Jedoch hatten die Japaner die Flugfelder zerstört oder sie waren während der Kämpfe schwer beschädigt worden. Die zur Wiederherstellung eingeflogenen RAAF-Einheiten standen vor einer sehr schwierigen Aufgabe, da auch der sehr morastige Boden der Insel eine Neuanlage von Flugfeldern unmöglich machte. Ende Juni konnten einige Flugfelder zumindest für kleinere Jagdflugzeuge freigegeben werden, jedoch wurden sie nie in dem Maße genutzt wie es einmal vorgesehen war.

### Nordborneo

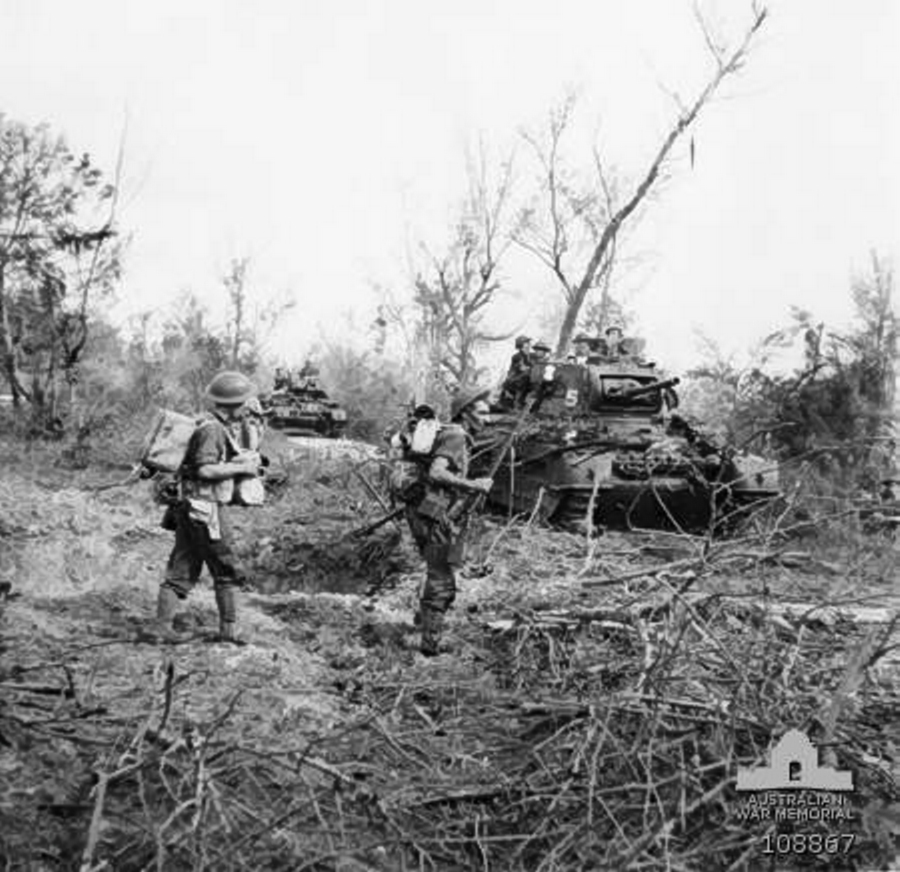
Australische Matilda-Panzer rücken kurz nach der Landung auf Labuan ins Landesinnere vor.

Oboe 6 wurde als zweite Operation ab dem 10. Juni 1945 ausgeführt. Sie umfasste die Landung in der Bucht von Brunei im Nordwesten Borneos sowie die Einnahme der vorgelagerten Insel Labuan. Die dazu vorgesehene 9. Division hatte die Aufgabe die Bucht von Brunei zu einem vorgeschobenen alliierten Stützpunkt auszubauen und in zweiter Linie die Ölfelder, Gummiplantagen und die dazugehörigen Produktionsstätten einzunehmen. Küstenbeschuss durch die anlaufenden Schiffe und Luftangriffe unterstützten die Landungen bei Brunei und der Insel Muara. Auf Labuan wehrten sich hunderte japanische Besatzer der 37. Armee, die unter dem Befehl von Generalleutnant Baba Masao standen und sich in ein Sumpfgebiet zurückgezogen hatten, gegen die vorrückenden Australier. Doch auch hier setzten Luftangriffe und Schiffsartillerie der Gegenwehr ein Ende. Brunei fiel am 13. Juni an die Australier, die eine zweite Landungswelle am 16. Juni bei Weston an Land brachten. Weitere kleinere Landungen fanden am 19. Juni bei Mempakul sowie am 23. Juni bei Sipitang statt. Nachdem die Aufklärung japanische Einheiten in Beaufort lokalisiert hatte, begannen das 2/32th und 2/43th Battalion am 27. Juni mit dem Angriff auf das 386th Independent Infantry Battalion unter Major Kimura Jiro. Die Innenstadt von Beaufort fiel gegen Einbruch der Nacht an die Australier. Die endgültige Einnahme von Beaufort war dem Soldaten Tom Starcevich zu verdanken, der am Morgen des 28. Juni mit zwei Gegenangriffen vier Maschinengewehrstellungen zerstörte und dafür mit dem letzten im Zweiten Weltkrieg vergebenen Victoria Cross geehrt wurde. Die japanischen Truppen zogen sich am Nachmittag des 29. Juni endgültig aus der Region Beaufort zurück.
Vereinzelte Kämpfe auf Labuan und in Nordwestborneo dauerten jedoch bis Kriegsende. Bis dahin beklagten die Australier mehr als 100 Tote und die Japaner rund 1.400 Tote.

### Balikpapan

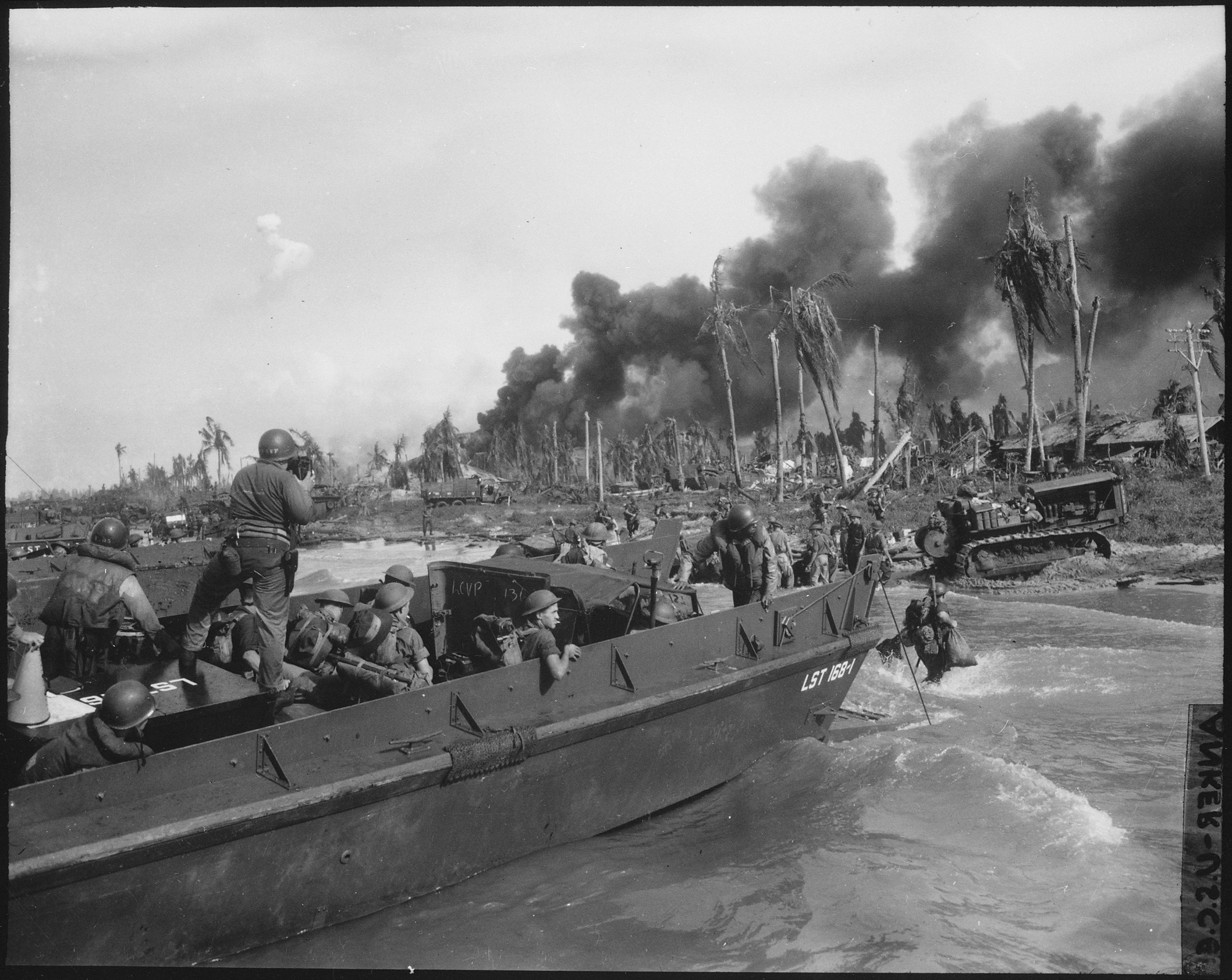
Erste Landungswelle bei Balikpapan am 1. Juli 1945

Die abschließende Operation Oboe 2 ab dem 1. Juli 1945 galt der Einnahme von Balikpapan im Südosten Borneos. Es war die größte von australischen Land-, Luft- und Seeeinheiten durchgeführte amphibische Landeoperation während des Pazifikkriegs mit insgesamt mehr als 30.000 Soldaten. Wie auch schon bei den zuvor durchgeführten Landungen führten die Australier Panzer zur Bekämpfung der japanischen Verteidigungsanlagen mit. Pioniere räumten Minenfelder und zerstörten von den Japanern installierte Sprengfallen. Obwohl die Japaner vereinzelt australische Stellungen angriffen, war der Ausgang der Operation Oboe 2 nie gefährdet.
Der japanische Widerstand während der Landeoperation war relativ gering. Die Australier brachten mit der ersten Welle 10.500 Soldaten, 700 Fahrzeuge und rund 1.960 Tonnen an Material an Land. Zwar nahmen die japanischen Verteidigungsanstrengungen zu, als die Australier weiter ins Inland vorstießen, doch konnte das Flugfeld von Sepinggang am zweiten und Balikpapan am dritten Tag eingenommen werden. Das Flugfeld von Manggar fiel am 5. Juli in die Hände der Australier. Der folgende Vormarsch auf Samarinda wurde unter äußerster Vorsicht vorgenommen, da die australischen Kommandeure den Befehl erhalten hatten, ihre Verluste so gering wie nur möglich zu halten. Das Gebiet um Samarinda konnte daher erst am Ende des Monats als feindfrei erklärt werden. Die verbliebenen japanischen Einheiten hatten sich in Richtung Banjarmasin und Kuching abgesetzt. Im Verlauf der Kämpfe verloren die Australier 229 und die Japaner etwa 1.800 Soldaten.